# Années 1080
Les années 1080 couvrent la période de 1080 à 1089.

## Événements
- 1076-1089  : Jean II Prodrome, métropolite de Kiev, renforce les cadres de l'Église russe. Dans ses Réponses canoniques (vers 1082), il déplore que l’on ignore encore la communion dans les marches frontières[1].
- Entre 1080 et 1180 : période d’hivers doux et d’étés secs en Europe occidentale[2].
- 1080 : des Arméniens conduits par le prince Bagratide Roupen, chassés par les Turcs saldjuqides émigrent et fondent le royaume arménien de Cilicie, qui englobe l’ancienne région de Cilicie (fin en 1375)[3]. D’autres trouvent refuge en Moldavie, en Hongrie et en Pologne. Rouben s’allie aux communautés arméniennes de Cilicie, secoue le joug des Grecs, et établit son pouvoir à partir du bourg de Bartzerbert. Il fonde la dynastie roupénide[4].
- 1080-1081 : fin de l’ère missionnaire en Suède. Le roi Inge établit les premiers liens avec le pape Grégoire VII. Une hiérarchie ecclésiastique proprement suédoise est mise en place[5].
- 1081-1085 : les Normands de Robert Guiscard envahissent les Balkans[6].
- 1084 : Bruno de Cologne fonde l'Ordre des Chartreux[7].
- Vers 1084 : création de la principauté turque des Danichmendides en Anatolie (Kayseri, Sivas, Amasya)[8].
- 1086-1088 : création des diocèses de Vladimir, en Volhynie et de Tourov, en Polésie, à la demande des princes Iaropolk et Sviatopolk[9].
- 1086 : conquête almoravide d'al-Andalus. L'Almoravide Ibn Tashfine englobe les états musulmans d’Espagne à ses possessions au Maghreb (fin en 1147). En 1086, il intervient en Espagne à l’appel des princes andalous aux prises avec les chrétiens. Il débarque à Algésiras, bat les Castillans à Zalaca, puis attaque la forteresse d’Aledo (1088). Des querelles ayant éclaté entre les princes andalous, Ibn Tashfine juge préférable d'attaquer les troupes d’Alphonse VI de Castille qui viennent dégager Aledo. Cet incident incite Ibn Tashfine à se débarrasser des émirs andalous. Il confie la mission de conquérir l’Espagne à son parent Zir Abou Bekr, puis retourne en Afrique où il meurt en 1106[10].

- 1088 : création de l'Université de Bologne[11].

## Personnages significatifs

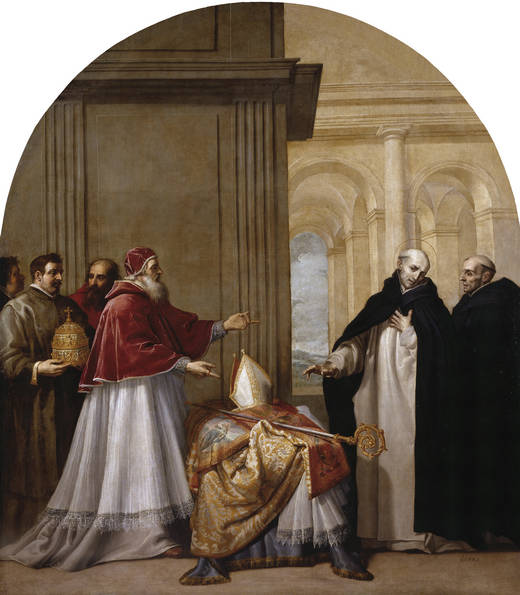
Bruno le Chartreux, toile de Vicente Carducho, 1568-1638.

- Alexis Ier Comnène
- Bohémond de Tarente
- Bruno le Chartreux
- Constantin l'Africain
- Dmitar Zvonimir
- Guillaume le Conquérant
- Guillaume II d'Angleterre
- Guillaume IX d'Aquitaine
- Grégoire VII
- Henri IV
- Inge Ier de Suède
- Knut IV de Danemark
- Kyanzittha
- Malik Shah Ier
- Nizam al-Mulk
- Odon de Bayeux
- Robert Guiscard
- Robert Ier de Flandre
- Robert II de Normandie
- Rodrigo Diaz de Bivar
- Rodolphe de Rheinfelden
- Sykelgaite de Salerne
- Sīmǎ Guāng
- Süleyman Ier Shah
- Tutuş
- Urbain II
- Vratislav II de Bohême
- Youssef Ibn Tachfin
- Zachas
- Zvonimir